# Elefante de Olinda

O Clube Carnavalesco Misto Elefante de Olinda, conhecido como Elefante de Olinda, é uma troça e bloco carnavalesco de frevo de Olinda.

## História
Em 1950 no carnaval de Olinda um grupo de jovens, após beber em várias casas da Rua do Bonfim, pararam e uma delas e tiveram a ideia de pegar um biscuit que decorava a geladeira, em formato de elefante, e sair com ele pelas ruas. Encontraram pelo caminho a Pitombeira dos Quatro Cantos logo em seguida. No ano posterior saíram pelas ruas novamente, usando camisas do time do Bonfim, brancas e vermelhas. Até este momento não havia intenção de se criar um bloco. O mesmo veio a ser criado de fato em 12 de fevereiro de 1952.
Seu hino, "Olinda nº 2", foi composto por Claudio Nigro e Clóvis Pereira; é uma das mais executada no carnaval de Pernambuco e é considerada quase um hino de Olinda. Ela chegou a ser oferecida à Pitombeira, que a recusou. Três anos depois, ao ser criado o bloco, foi oferecida ao Elefante, que aceitou após Cláudio Nigro incluir a palavra "elefante".

## Hino
Ao som dos clarins de momo
O povo aclama com todo ardor
O elefante exaltando as suas tradições
E também seu esplendor

Olinda, este meu canto
Foi inspirado em teu louvor
Entre confetes, serpentinas, venho te oferecer
Com alegria o meu amor

Olinda, quero cantar
A ti, esta canção
Teus coqueirais, o teu sol, o teu mar
Faz vibrar meu coração
De amor a sonhar, minha Olinda sem igual

Salve o teu carnaval

## Trote do Elefante
O Trote do Elefante acontece semanas antes do carnaval, onde o Elefante desfila pelas ruas de Olinda, umas das prévias mais tradicionais do carnaval olindense, 
colorindo a cidade de branco e encarnado. 

## Camisas
As camisas e os outros produtos que o Elefante vende no período pré carnaval ajudam nos custos que a agremiação tem durante o carnaval e ajudam a fazer a maré vermelha no carnaval de Olinda.

## Citações em Músicas
Lista de músicas que citam o Elefante de Olinda.
- Hino do Elefante

Ao som dos clarins de Momo
O povo aclama com todo ardor
O Elefante exaltando as suas tradições
E também seu esplendor
- Chego Já - Alceu Valença

Segura a coisa
Eu já chamei você você não quis brincar
Pode bater o pé pode ficar
O Elefante já vem
Descendo Amparo, meu bem
E aquela cobra que sobe a ladeira com gosto de gás
- Regresso do Elefante

Vamos regressando
Porém saudosos nossos corações
Tudo na vida se vai passando
Deixando recordações
Salve Olinda, edificante
As tuas glórias com o nosso Elefante
- Eu Ia - Eddie

Meu coração disparou dentro do peito
Não pude não teve jeito
E a felicidade de passar
Peguei maria, "Vamos embora agora mesmo"
Que já tá quase na hora do Elefante passar
- O Bloco Elefantes de Olinda - Kalabar

E no Elefante
Vou seguindo o meu bloco
Vou até os quatro cantos
E por lá que devo estar
- O Elefante em Olinda

## Personages Importantes
Lista de pessoas que são importantes na história do Elefante. 
- Maestro Oséas - Maestro que rege a orquestra em vários desfiles do Elefante